# Kerria communis
Kerria communis är en insektsart som först beskrevs av Mahdihassan 1923.  Kerria communis ingår i släktet Kerria och familjen Kerriidae. Inga underarter finns listade i Catalogue of Life.